# Град на литературата
„Град на литературата“ (на английски: City of Literature) е програма на ЮНЕСКО, част от инициативата „Мрежа от творчески градове“, стартирана през 2004 година по почина на Глобалния алианс за културно разнообразие на ЮНЕСКО, целящ насърчаването на социалния, икономически и културен напредък на градовете какво в развитите, така и в развиващите се страни. Градовете в мрежата промотират местната си творческа сцена и работят в съзвучие с мисията на ЮНЕСКО за насърчаване на културното разнообразие. Освен градове на литературата, има и други категории творчески градове в рамките на инициативата: за музика, филми, медии, кулинария, занаяти и фолклорни изкуства, и дизайн.

## Критерии за „Град на литературата“
За да бъде одобрен като „Град на литературата“, даден град трябва да покрива редица изисквания: В същината си те се изразяват в:
- Качество, количество и разнообразие на издателската дейност в града;
- Качество и количество на образователните програми, фокусиращи се на националната или чуждестранната литература на първично, вторично и третично нива;
- Литературата, театърът и/или поезията играят значима роля за живота на града;
- Градът е домакин на литературни събития и фестивали в подкрепа на местната и чуждестранната литература;
- Наличие на библиотеки, книжарници, и публични или частни културни средища, които съхраняват, промотират и разпространяват местната и чуждестранната литература;
- Участие на публичния сектор в превода на литературни творби от разнообразни чуждестранни национални езици;
- Активен принос на традиционните и новите медии в промотирането на литературата и в укрепването на пазара на литературни продукти.

## Градове на литературата
по годината на обявяването им
- Единбург, Шотландия (2004), побратимен с градовете на литературата Вилнюс, Дънидин и Краков
- Айова Сити, Айова, САЩ (2008) – няма побратимени градове, включително в извънлитературни сфери
- Мелбърн, Виктория (щат), Австралия (2008), побратимен с града на литературата Милано
- Дъблин, Ирландия (2010), побратимен с градовете на литературата Барселона и Вилнюс
- Рейкявик, Исландия (2011)[3], побратимен с градовете на литературата Вилнюс и Сиатъл
- Норич, Източна Англия, Великобритания (2012) – няма побратимени градове от списъка на литературните
- Краков, Полша (2013), побратимен с градовете на литературата Вилнюс, Гьотеборг, Единбург, Лахор, Лвов и Милано
- Хайделберг, Германия (2014) – няма побратимени градове от списъка на литературните
- Дънидин, Нова Зеландия (2014)[4], побратимен с града на литературата Единбург
- Гранада, Испания (2014) – няма побратимени градове от списъка на литературните
- Прага, Република Чехия (2014), побратимен с града на литературата Вилнюс
- Багдад, Ирак (2015), побратимен с града на литературата Бейрут
- Барселона, Испания (2015), побратимен с градовете на литературата Дъблин и Монтевидео
- Лвов, Украйна (2015), побратимен с градовете на литературата Вроцлав и Краков
- Любляна, Словения (2015), побратимен с градовете на литературата Вилнюс, Нотингам и Одеса
- Монтевидео, Уругвай (2015), побратимен с градовете на литературата Вроцлав, Барселона и Квебек (град)
- Нотингам, Ийст Мидландс, Великобритания (2015), побратимен с града на литературата Любляна
- Обидуш, Португалия (2015 – няма побратимени градове от списъка на литературните
- Тарту, Естония (2015) – няма побратимени градове от списъка на литературните
- Уляновск, Русия (2015) – няма побратимени градове от списъка на литературните
- Дърбан, Република Южна Африка (2017) – няма побратимени градове от списъка на литературните
- Квебек (град), Канада (2017) – побратимен с градовете на литературата Бейрут и Монтевидео
- Лилехамер, Норвегия (2017) – няма побратимени градове от списъка на литературните
- Манчестър, Северозападна Англия, Великобритания (2017) – няма побратимени градове от списъка на литературните
- Милано, Италия (2017), побратимен с градовете на литературата Краков и Мелбърн
- Пучхон (англ. Bucheon), Кьонги-до, Южна Корея (2017) – няма побратимени градове от списъка на литературните
- Сиатъл, Вашингтон (щат), САЩ (2017), побратимен с града на литературата Рейкявик
- Утрехт, Нидерландия (2017) – няма побратимени градове от списъка на литературните
- Ангулем, Шарант (департамент), Франция (2019) – няма побратимени градове от списъка на литературните
- Бейрут, Ливан (2019), побратимен с градовете на литературата Багдад и Квебек (град)
- Уонджу (англ. Wonju), Кануън-до, Южна Корея (2019) – няма побратимени градове от списъка на литературните
- Вроцлав, Полша (2019), побратимен с градовете на литературата Лвов и Монтевидео
- Екситър, Югозападна Англия, Великобритания (2019) – няма побратимени градове от списъка на литературните
- Кухмо, Финландия (2019) – няма побратимени градове от списъка на литературните
- Лахор, Пакистан (2019), побратимен с града на литературата Краков
- Леуварден, Нидерландия (2019) – няма побратимени градове от списъка на литературните
- Нанкин, Китай (2019) – няма побратимени градове от списъка на литературните
- Одеса, Украйна (2019), побратимен с града на литературата Любляна
- Сулеймания (англ. Slemani или Sulaymaniyah), Иракски Кюрдистан, Ирак (2019) – няма побратимени градове от списъка на литературните
- Вилнюс, Литва (2021), побратимен с градовете на литературата Дъблин, Единбург, Краков, Любляна и Прага
- Гьотеборг, Швеция (2021), побратимен с града на литературата Краков
- Джакарта, Индонезия (2021) – няма побратимени градове от списъка на литературните

## Годишни срещи „Градове на литературата“
- 2015 – Хайделберг
- 2016 – Дъблин
- 2017 – Барселона
- 2018 – Айова Сити
- 2019 – Норич и Нотингам
- 2020 – Прага
- 2021 – Рейкявик
- 2022 – Мелбърн. Присъстват представители на Ангулем (Франция), Айова Сити (САЩ), Вилнюс (Литва), Гранада (Испания), Гьотеборг (Швеция), Джакарта (Индонезия), Дъблин (Ирландия), Дънидин (Нова Зеландия), Единбург (Шотландия), Ексетър (Англия), Краков (Полша), Кухмо (Финландия), Любляна (Словения), Лвов (Украйна), Мелбърн (Австралия), Милано (Италия), Норич (Англия), Нотингам (Англия), Квебек (град) (Канада), Сиатъл (САЩ), Пучхон (Южна Корея), Тарту (Естония) и Хайделберг (Германия). Други градове участват онлайн.

Предстоящи:
- 2023 – Квебек (град)
- 2024 – Единбург